# Darfo Boario Terme
Darfo Boario Terme (lombardul: Darf) település Olaszországban, Lombardia régióban, Brescia megyében. Lakosainak száma 15 598 fő (2023. január 1.). Darfo Boario Terme Angolo Terme, Artogne, Gianico, Piancogno, Rogno és Esine községekkel határos.

## Népesség
A település lakossága az elmúlt években az alábbi módon változott:
| Lakosok száma | 15 530 | 15 595 | 15 598 |
|               | 2017   | 2018   | 2023   |